# フーズム (ニーダーザクセン)
フーズム (ドイツ語: Husum) は、ドイツ連邦共和国ニーダーザクセン州のニーンブルク/ヴェーザー郡に属す町村（以下、本項では便宜上「町」と記述する）で、ザムトゲマインデ・ミッテルヴェーザーを構成する町村の一つである。

## 地理
フーズムは、ニーンブルク/ヴェーザーとシュタットハーゲンとのほぼ中間にあたるシュタインフーダー・メーア自然公園に位置する。

### 自治体の構成
この町は以下の4つの地区からなる。
- フーズム
- ボルゼーレ
- グロース・ファルリンゲン
- シェッシングハウゼン

## 歴史
フーズムの最初の文献記録は1250年のものである。1774年の火災で、1250年建立の教会を含め村の大部分が焼失した。
1974年の地域再編の際、ボルゼーレ、グロース・ファルリンゲン、シェッシングハウゼンの集落と合併して新たな自治体フーズムが形成され、ザムトゲマインデ・ランデスベルゲンの一員となった。このザムトゲマインデは2011年にザムトゲマインデ・ミッテルヴェーザーに再編された。

## 行政

### 議会
フーズムの町議会は13議席からなる。

### 首長
名誉職の町長には2016年11月1日にグイド・ローデ (CDU) が選出された。

### 紋章
基部は金と赤に左右に塗り分けられた砦。その上の主部は左右二分割。向かって左は赤地に銀の鐘楼を持つ銀の教会、右は金地に黒い犂。

## 文化と見所
1200年頃に建造された教会は1774年の火災で焼失し、現存していない。聖ヤコービ教会は、1776年から1778年に現在の形で新たに建設された。

## 経済と社会資本

### 交通
この町は、ニーンブルク/ヴェーザーからハノーファーに至る連邦道B6号線の南に位置している。

## 引用
1. ↑  Landesamt für Statistik Niedersachsen, LSN-Online Regionaldatenbank, Tabelle A100001G: Fortschreibung des Bevölkerungsstandes, Stand 31. Dezember 2023